# Communauté de communes Mézenc-Loire-Meygal
La communauté de communes Mézenc-Loire-Meygal est une communauté de 22 communes de montagne française, située dans le département de la Haute-Loire et la région Auvergne-Rhône-Alpes. La collectivité est incluse dans le périmètre du schéma de cohérence territoriale (Scot) du Pays du Velay et comptait 11 360 habitants en 2021 pour une superficie de 461,30 km2.

## Historique
Cette communauté de communes a été créée le 1er janvier 2017, de la fusion des communautés de communes du Mézenc et de la Loire Sauvage et du Meygal (moins les communes du Pertuis et de Saint-Hostien). Son siège est fixé à Saint-Julien-Chapteuil.

## Territoire communautaire

### Principaux enjeux
Les  principaux enjeux environnementaux du territoire sont :
- la ressource en eau potable et le maintien de sa disponiblité en qualité et quantité pour les besoins des populations aval,
- la préservation des hameaux de caractère et leur restauration pour résorber la vacance de logements,
- les espaces naturels, la biodiversité et notamment la préservation des continuités écologiques, des zones humides et des espaces naturels sensibles hébergeant la flore et la faune sauvage,
- le maintien de la disponibilité de la ressource en eau de qualité avec un système de traitement des eaux usées parfois en surcharge ou vieillissant,
- les paysages et un patrimoine bâti remarquable de pierres et de lauzes dans de vastes espaces naturels et agricoles, l’espace agricole, naturel et forestier,
- le bois qui participe à l'accroissement du potentiel de la région Auvergne-Rhône-Alpes.

### Géographie
Dans le pays du Velay, pays des sucs et des volcans, elle  est située au sud-est du département de la Haute-Loire  entre le Mont Mézenc et les gorges de la Loire qui la bordent dans sa partie amont. Elle est traversée de nombreuses rivières et ruisseaux dont les principales sont  la Gazeille, et le Lignon, la Sumène, la Gagne, qui se jettent dans la Loire (bassin versant amont Loire-Atlantique) et la Rimande (bassin versant de l'Eyrieux, Rhône Méditerranée). Le Mont Mézenc culmine à  1 753 mètres d'altitude, à la jonction des communes de La Rochette (département de l'Ardèche), de Chaudeyrolles et des Estables (département de la Haute-Loire).
La station touristique des Estables a une altitude moyenne de 1378 m, le  hameau de Roffiac , sur la commune de Saint-Front est le plus haut hameau habité du département (1. 355 m)

### Composition
La communauté  est composée des 22 communes suivantes qui ont une densité de population très variable ; Saint-Julien-Chapteuil et Lantriac sont les deux communes les plus peuplées.

| Nom                            | Code Insee | Gentilé         | Superficie (km2) | Population (dernière pop. légale) | Densité (hab./km2) |
| ------------------------------ | ---------- | --------------- | ---------------- | --------------------------------- | ------------------ |
| Saint-Julien-Chapteuil (siège) | 43200      | Capitoliens     | 28,26            | 2 021 (2022)                      | 72                 |
| Alleyrac                       | 43004      | Alleyracois     | 11,34            | 118 (2022)                        | 10                 |
| Chadron                        | 43047      | Chadronnais     | 13,62            | 348 (2022)                        | 26                 |
| Champclause                    | 43053      |                 | 22,27            | 203 (2022)                        | 9,1                |
| Chaudeyrolles                  | 43066      | Chaudeyrollais  | 18,9             | 128 (2022)                        | 6,8                |
| Les Estables                   | 43091      | Establains      | 33,94            | 318 (2022)                        | 9,4                |
| Fay-sur-Lignon                 | 43092      | Faynois         | 13,24            | 344 (2022)                        | 26                 |
| Freycenet-la-Cuche             | 43097      |                 | 16,25            | 105 (2022)                        | 6,5                |
| Freycenet-la-Tour              | 43098      |                 | 7,93             | 114 (2022)                        | 14                 |
| Goudet                         | 43101      | Goudetois       | 4,5              | 75 (2022)                         | 17                 |
| Lantriac                       | 43113      | Lantriacois     | 22,83            | 1 929 (2022)                      | 84                 |
| Laussonne                      | 43115      | Laussonnais     | 25,11            | 1 019 (2022)                      | 41                 |
| Le Monastier-sur-Gazeille      | 43135      | Monastérois     | 39,39            | 1 773 (2022)                      | 45                 |
| Montusclat                     | 43143      |                 | 10,47            | 123 (2022)                        | 12                 |
| Moudeyres                      | 43144      | Moudeyrois      | 9,25             | 108 (2022)                        | 12                 |
| Présailles                     | 43156      | Présaillous     | 22,23            | 110 (2022)                        | 4,9                |
| Queyrières                     | 43158      |                 | 13,95            | 357 (2022)                        | 26                 |
| Saint-Front                    | 43186      | Saint-Frontains | 52,33            | 413 (2022)                        | 7,9                |
| Saint-Martin-de-Fugères        | 43210      |                 | 20,87            | 228 (2022)                        | 11                 |
| Saint-Pierre-Eynac             | 43218      |                 | 23,99            | 1 250 (2022)                      | 52                 |
| Salettes                       | 43231      | Salettois       | 20,28            | 154 (2022)                        | 7,6                |
| Les Vastres                    | 43253      | Vastrous        | 30,34            | 191 (2022)                        | 6,3                |

### Démographie
| 1968   | 1975   | 1982   | 1990   | 1999   | 2010   | 2015   | 2021   |
| ------ | ------ | ------ | ------ | ------ | ------ | ------ | ------ |
| 13 332 | 11 740 | 10 966 | 10 633 | 10 491 | 11 035 | 11 036 | 11 360 |

## Administration

### Siège
Le siège de la communauté de communes est fixé à Saint-Julien-Chapteuil.

### Les élus
Le conseil communautaire de la communauté de communes Mézenc-Loire-Meygal se compose de 43 conseillers représentant chacune des communes membres et élus pour une durée de six ans.
Ils sont répartis comme suit :
| Nombre de conseillers | Communes                                  |
| --------------------- | ----------------------------------------- |
| 6                     | Lantriac, Saint-Julien-Chapteuil          |
| 5                     | Le Monastier-sur-Gazeille                 |
| 3                     | Laussonne, Saint-Pierre-Eynac             |
| 2                     | Les Estables, Fay-sur-Lignon, Saint-Front |
| 1 (+1 suppléant)      | les 14 autres communes                    |

### Présidence
| Période      | Période      | Identité          | Étiquette | Qualité |
| ------------ | ------------ | ----------------- | --------- | --- |
| janvier 2017 | juillet 2020 | Philippe Delabre  | NC        | Maire de Saint-Front (2001 → ) président de la CC du Mézenc et de la Loire Sauvage (→ 2016) Conseiller départemental du canton du Mézenc (2015 → ) |
| juillet 2020 | En cours     | Jean-Marc Fargier |           | Maire de Freycenet-la-Tour (2014 → ) |

### Compétences

#### Compétences obligatoires
La communauté de communes exerce, dès sa création, l'ensemble des compétences obligatoires prévues par la loi.

#### Compétences optionnelles et facultatives
La nouvelle communauté de communes exerce l'ensemble des compétences optionnelles et facultatives qu'exerçaient les communautés de communes fondatrices. La liste de ces compétences figure dans l'annexe 1 de l'arrêté de création. Elles devront être harmonisées dans le délai d'un an pour les compétences optionnelles et de deux ans pour les compétences facultatives.

### Tourisme
La promotion du territoire, l'information, l’accueil du public, sont assurés par l'Office de tourisme intercommunal Mézenc Loire Meygal, association avec laquelle la Communauté de Communes avait signé une convention d’objectifs ; par décision du conseil communautaire du 1er mars 2018, l'intercommunalité reprend en gestion directe l'Office de tourisme.
La communauté de communes comprend la station de ski des Estables. Son domaine de ski est situé au cœur du village des Estables. Elle dispose de 7 téléskis qui desservent 8 pistes de tous niveaux. Elle permet la pratique du ski alpin, du ski nordique et de nombreuses activités tout au long de la saison.

### Régime fiscal et budget
Le régime fiscal de la communauté de communes est la fiscalité professionnelle unique (FPU).
Pour l'exercice 2018, le budget primitif principal s'élève à 4 062 267 € en fonctionnement et à 1 154 353,11 € en investissement.